# ジャスマックプラザ
ジャスマックプラザ（JASMAC PLAZA）は、札幌市中央区にある企業。ジャスマックプラザホテル（JASMAC PLAZA HOTEL）などを運営している。

## 沿革
- 1988年（昭和63年）：「ジャスマックプラザ」、「ノアの箱舟」営業開始[3]。
- 2003年（平成15年）：アネックス館営業開始[3][4]。
- 2015年（平成27年）：ジャスマックプラザ株式会社によるジャスマックプラザ運営開始[3]。

## 施設

### ジャスマックプラザホテル
客室
- シングルルーム
  - 本館 (22 m²〜30 m²)
  - アネックス館 (16 m²〜19 m²)
- ツインルーム
  - 本館
    - スタンダードツイン (25 m²〜35 m²)
    - コーナーツイン (35 m²)
    - ラージツイン (37 m²)

  - アネックス館 (21 m²)
- ダブルルーム
  - 本館 (27 m²〜34 m²)
- トリプルルーム
  - 本館 (35 m²)
- デラックスルーム
  - 本館
    - デラックスツイン (44 m²)
    - デラックスダブル (41 m²)
- 和室
  - 本館 (6帖/8帖/6+4.5帖/6+8帖)

温泉
- すすきの天然温泉 湯香郷

リラクゼーション
- リフレサロン「モアラ」
- ボディケアサロン「ラクサ」

レストラン
- 日本料理 花遊膳
- すすきの天然温泉 湯香郷
- カフェ ビーパスト

### 日本料理 花遊膳
ジャスマックプラザ地下1階

### すすきの天然温泉 湯香郷
ジャスマックプラザ2階〜4階
温泉
- 泉質：ナトリウム—塩化物泉（弱食塩泉）
- 露天風呂
- 白湯（禅の湯・華の湯）
- テーマ風呂
- サウナ（高温・低温）

食事処
- 大広間 翔宴（しょうえん）
- 中宴会場
- 小宴会場
- 旬百菜 紅御膳（くれないごぜん）
- ラウンジ 水月

### パーティプラザ ザナドゥ
ジャスマックプラザ1・2・5・6階
- ザナドゥ
  - ホール (535 m²)
  - ステージ (50 m²)
  - ウェイティングバー (88 m²)
  - ディーバ (73 m²)
- ミューズ (70 m²)
- ポセイドン
  - ポセイドンホール (232 m²)
  - ブライトルーム (70 m²)
  - ジョイルーム (41 m²)
  - フラワールーム (30 m²)
- ガイア (155 m²)
- ビーパスト
  - セントラルコート (406 m²)
  - カフェ　ビーパスト (73 m²)

### その他
- ファミリーマート札幌南７条西３丁目店
- ブライダルサロン「アリア」

## 関連施設
- すすきのノアの箱舟[8]
- J-Room[9]

## アクセス
- 札幌市営地下鉄南北線すすきの駅　3番/4番出口より徒歩約5分（エスカレーター、エレベーター有り）
- 中島公園駅　1番/2番出口より徒歩約3分（エレベーター有り）
- 札幌市営地下鉄東豊線豊水すすきの駅　6番/7番出口より徒歩約2分（エレベーター有り）
- 北海道旅客鉄道（JR北海道）札幌駅南口から車で約10分